# Crónica de Juan II
La Crónica de Juan II es una obra de literatura medieval española, redactada entre 1406 y 1454. El escrito conoce tres momentos en su elaboración. Las dos primeras partes fueron redactadas por Álvar García de Santa María.
La primera parte (escrita en 1406-1419) comprende la primera mitad del reinado de Juan II de Castilla, centrándose en la figura del regente Fernando de Antequera. El difunto rey Enrique III el Doliente es presentado como un modelo de virtudes.
En la segunda parte (escrita en 1420-1434) descuella como protagonista Álvaro de Luna, valido real.
Una refundición realizada entre 1435 y 1454 y atribuida a Fernán Pérez de Guzmán cuenta la vida y obra de Álvaro de Luna tomando especial interés por su ascenso y por su caída.